# Dohoda Cvetković–Maček

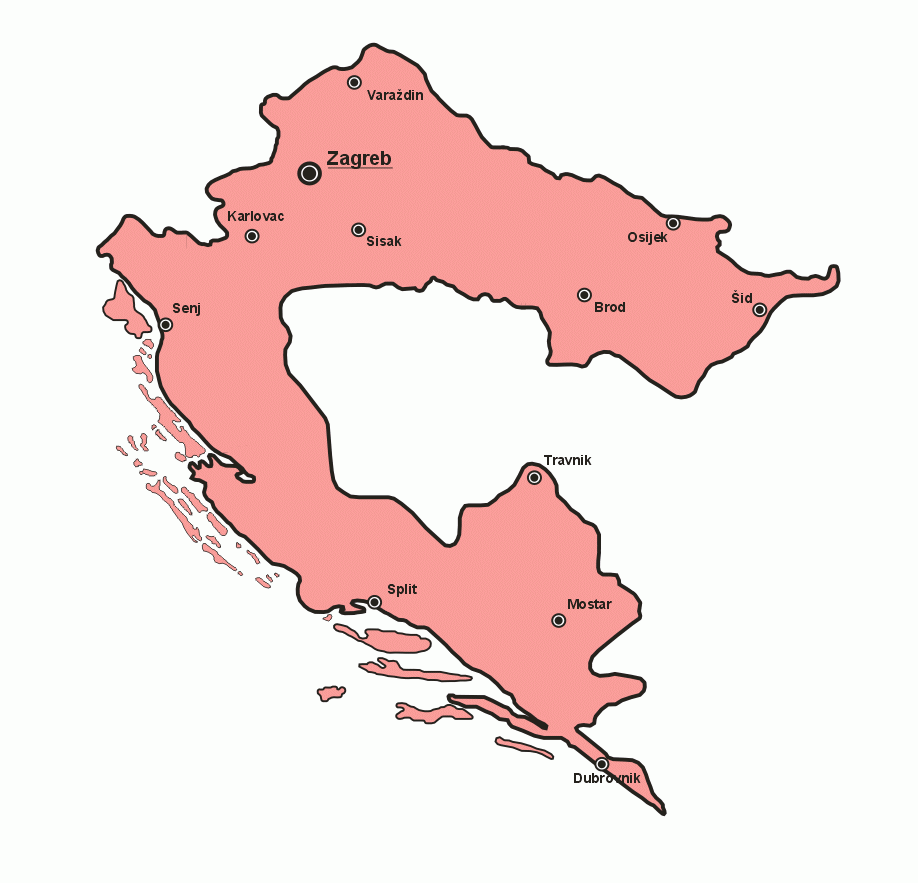
Mapa chorvatské bánoviny – výsledek dohody

Dohoda Cvetković–Maček (srbsky Споразум Цветковић-Мачек, chorvatsky Sporazum Cvetković-Maček) mezi jugoslávským premiérem Dragišou Cvetkovićem a předsedou Chorvatské selské strany Vladkem Mačkem) podepsaná 26. srpna 1939 řešila problematiku vnitřních vztahů mezi Srby a Chorvaty v Jugoslávii v předvečer druhé světové války. Chorvaté získali vlastní bánovinu, s autonomním statusem (spojením sávské, přímořské a několika dalších území s chorvatskou etnickou většinou). V nově vzniklém celku měli Chorvati 74% převahu, byť zahrnoval i početné oblasti obydlené hlavně Srby (tzv. Vojenská hranice) a Bosňáky.
Protože Drávská bánovina se rozkládala víceméně na území dnešního Slovinska a zbylé ostatní (Vrbaská, Zetská, Dunajská a Vardarská) byly osídleny víceméně Srby (problém makedonského obyvatelstva v této době nebyl řešen přiznáním této národnosti a Makedonci byli považováni za srbské obyvatelstvo), došlo tak de facto k likvidaci původního systému mnohonárodních nehistorických celků, které byly zavedeny po královském převratu v roce 1929.
Po uzavření dohody Chorvati požadovali větší samosprávné pravomoce a rozšíření Chorvatské bánoviny. U Srbů posílila nacionalismus a požadavek na vytvoření vlastní autonomie, jejíž plán s hlavním městem Skopje byl sice připraven, ale vzhledem k mezinárodní situaci nestačil být realizován.